# William Allen (kardynał)
William Allen (ur. w 1532 w Lancashire, zm. 16 października 1594 w Rzymie) – angielski kardynał.

## Życiorys
Urodził się w 1532 roku w Lancashire, jako syn Johna Allena i Jane Lister. Studiował na Oriel College w Oksfordzie, gdzie zdobył stopień Master of Arts, a następnie został kanonikiem w Yorku, choć pozostawał wówczas osobą świecką. Po wstąpieniu na tron Elżbiety I zrezygnował ze wszystkich funkcji i udał się do Leuven. W 1562 roku powrócił do Anglii, z powodu słabego zdrowia, jednak po trzech latach opuścił ojczyznę na zawsze. W tym samym roku przyjął święcenia kapłańskie. Zajął się wówczas organizowaniem pierwszej uczelni dla studentów angielskich znajdującej się na kontynencie i założył Universités de Douai. Uzyskał tytuł Doctor of Divinity i został protonotariuszem apostolskim. 7 sierpnia 1587 roku został kreowany kardynałem prezbiterem i otrzymał kościół tytularny Santi Silvestro e Martino ai Monti. Filip II nominował go także na arcybiskupa Mechelen, jednak nigdy nie został zatwierdzony na tej funkcji i nie objął archidiecezji. Zmarł 16 października 1594 roku w Rzymie.